# Fel fedezett titok (regény)
A Fel fedezett titok Pálóczi Horváth Ádám 1792-ben megjelent regénye. A mű a szerző első és egyetlen megjelent regénykísérlete, amely a korabeli magyar regényirodalomból témája és elbeszéléstechnikai megoldásai miatt emelkedik ki. A regény a szabadkőműves társaságba vágyó ifjú kudarcokkal teli, sikertelen beavatástörténetét tartalmazza, amelyet az ifjú halálos ágyán mond el barátjának, a későbbi közreadónak.

## Műelemzés

### Tartalom
|  | Alább a cselekmény részletei következnek! |

A Fel fedezett titok névtelen elbeszélő-főhőse a regény első lapjain súlyos betegségben szenved, és csak egy barátja, a történet későbbi szintén névtelen közreadója van mellette. A főhős betegségét az orvosok gyógyíthatatlannak minősítik, de nem árulják el a szenvedőnek. Barátja az utolsó napokat enyhítendő hosszú, részletesen nem ismertetett beszélgetéseket folytat a haldoklóval a lélek természetéről. Néhány nap múlva azonban a főhős megszakítja e beszélgetéseket, hogy elmondja barátjának élete meghatározó történetét.

#### Első rész
Az elbeszélő főhős célja története elbeszélésével, hogy a 15 éves kora óta ismert barátja megtudja, milyenek a szabadkőművesek, hogy elmondja, ő miért nem lehetett az, és mit kell teljesítenie annak, aki az szeretne lenni.
A főhős 22 esztendős korára a tudományokban való jártassága miatt országosan ismert fiatalember, aki az ország tudományos és társadalmi elitjével érintkezik. Egy alkalommal „A.” nevű barátjával megy el egy társaságba, ahol megtudja, hogy A. szabadkőműves. Ez a váratlan fölfedezés elgondolkodtatja a főhőst, aki otthoni és iskolai neveltetése miatt alapvetően gyanúsaknak tartja a szabadkőműveseket. Hosszas vívódás és az A. házában jelen lévő szabadkőműves vendégekkel folytatott beszélgetések, viták után úgy dönt, hogy maga is szeretne szabadkőműves lenni.

#### Második rész
A főhős jelenti barátjának, A.-nak, hogy szeretne közéjük tartozni. A. támogatja, de figyelmezteti, hogy innentől kezdve folyamatosan próbáknak lesz alávetve. A próbák A. szerint a Bibliával összhangban a cselekedetekre irányulnak, mivel ez árulja el igazán, hogy ki milyen ember. A. nem sokkal később a főhős tudtára adja, hogy az első próbán, a „különös és magános vizsgálás”-on átment. A főhős az elbeszélés idejéből visszatekintve egy-egy esemény kapcsán utal arra, hogy nem volt őszinte sem A.-val, sem az ott vendégeskedő Öreg Hadnaggyal.
A második rész végéig tart a haldokló első napi elbeszélése. A közreadó tudósítja az olvasót, hogy az elbeszélő-főhős eléggé elgyengült az első nap végére, másnap már csak gyengébben tudja folytatni elbeszélését.

#### Harmadik rész
A regény harmadik része az elbeszélés második napján elmondott eseményeket tartalmazza.
Az első próbán átesve a főhős visszavonul birtokára, ahol ismeretlen utazók keresik föl és kisebb-nagyobb szívességeket kérnek tőle. Az egyik alkalommal egy közelben élő nagybátyjához fordul kölcsönért, aki rögtön átküldi a kért összeget, anélkül, hogy megkérdezné, miért van rá szüksége. A vendégek történetei, majd nagybátyjával való beszélgetései során az ember természeti és társadalmi meghatározottságairól vitatkoznak.
A főhős e vitákban ambivalensen viselkedik; látja ugyan a társadalmi rendnek a természetivel való összeütközését, és elméletben a természeti rend elsőbbségét is elismeri, ugyanakkor e kétféle rend őt érintő konfliktusában mégis a társadalmi hierarchia elsőbbsége mellett dönt. A szabadkőműves nagybátyja által állított egyik próbatételen éppen ezért el is bukik. Ennek ellenére nagybátyja biztatja, és rendelkezésére bocsátja teljes könyvtárát, hogy abból tanuljon, művelje önmagát.
Végül az őt próbára tevő  szabadkőműves testvérek úgy döntenek, hogy összességében nem vallott szégyent, és a beavatás második próbáján is átengedik.

#### Negyedik rész
A második próbán is átesve a főhős nagybátyja könyvesházában készül a legutolsó próbára, a beavatásra: könyveket olvas, jegyzetel. Nagybátyja időközben hosszú útra indul, unokaöccsét megteszi örökösének, utolsó tanácsa pedig az önmagához való kíméletlen őszinteség.
A főhős egy közeli városba megy, hogy találkozzon szabadkőműves barátaival, és ahol beavatása időpontjának kitűzésére vár. A városban egy vacsorán megismerkedik egy tizenhat éves grófkisasszonnyal, akivel szerelmesek lesznek egymásba. Szerelme kedvéért elhanyagolja barátait, amiért folyamatosan lelkiismeret-furdalása van. Végül elhatározza, hogy rendezi életét, feleségül kéri a lányt. Ekkor kapja a hírt, hogy meghalt nagybátyja, társai sürgetik az utolsó próbát, a beavatást, mert ha hazautazik átvenni az örökséget, akkor nem tudni, mikor lesz rá újból alkalom.

#### Ötödik rész
Kitűzik a beavatás időpontját, a főhős közben megkéri a lány kezét. A gróf beleegyezik, mivel kedveli a főhőst, csak annyit szab feltételül, hogy esküdjön meg, sohasem lesz szabadkőműves. Az ifjú nem tud dönteni, szereti a lányt, de szeretne szabadkőműves lenni, hamisan esküdni pedig nem akar. A helyzetet időlegesen úgy oldja meg, hogy hazautazik átvenni örökségét. Mind a lány, mind a főhős megbetegszik, fél évet fel sem tudnak kelni, de míg a férfi a végén nagybátyja könyveit olvasgatva fokozatosan javul, a lány egyre csak sorvad.
| „                           | Imé kedves Barátom, ez, az életem’ kitsiny részének, de még is igazán mondván java életemnek, emlékezetet érdemlő le-irása. | ” |
| – Pálóczi Horváth 1792, 482 | |   |

Végül számot vet tetteivel, mindent rendbe akar tenni, de ekkor már késő, teljesen széthull világa: meghalt a lány, meghalt A., a barátja és az öreg professzor is, a hadnagyot pedig vasba verve vitték el. A főhős ezek után ismét visszavonul nagybátyja rámaradt könyvtárába, és csak a tudományoknak él, csak tudósokkal tartja a kapcsolatot, velük is csak levelek útján. Egyikőjük hatására ismét megpróbál belépni a szabadkőművesek közé. De a beavatás során feltámadnak kétségei, a kérdések nyomán ismét szembesül azzal, hogy korábban barátaival, támogatóival, szerelmével nem volt őszinte, és úgy érzi, ezt beavatói is tudják. Arra kéri őket, engedjék el. Természetesen semmiről sem tudtak, de megmondják neki, hogy állhatatlansága miatt már soha többé nem lehet szabadkőműves.
A történet véget ért, véget ér az elbeszélés is: az elbeszélő-főhős végső álomra hajtja fejét.
|  | Itt a vége a cselekmény részletezésének! |

### Szerkezet
A Fel fedezett titok története többszörös áttételen keresztül olvasható. A kiinduló kerettörténet szerint egy névtelen haldokló meséli el rövid élete apró, de legfontosabb történetét, a szabadkőműves rendbe történő sikertelen felvételi kísérletét. Az elbeszélés címzettje a halálos ágyánál jelen lévő barátja, aki utóbb közreadta a hallottakat. Az elbeszélt történet során aztán az elbeszélő főhős maga is folyamatosan reflektál a pár évvel korábbi eseményre, arra, hogyan élte meg, illetve utóbb hogyan értékelte át az eseményeket és saját cselekedeteit. Az elbeszélés ismertetése során ráadásul maga a közreadó is időről időre jelzi, ő mit gondol, hogy érez az elhangzottak után.
A kerettörténetnek két további kereteleme van: az egyik a Jelentés, amelyik a regény legelején található: a közreadó barát a kéziratot elküldte két embernek, akikről azt gyanította, hogy szabadkőművesek, és kikérte róla véleményüket. A válaszok egyrészt megerősítik a szöveg referencialitását, ti. azt állítják, valószínűleg ismerték, akiről a történet szól, másrészt pedig kétfajta értelmezést kínálnak föl az olvasónak: lehet igen hasznos, tanulságos könyvként olvasni, akár egyfajta bevezetésként a szabadkőművességbe, másrészt pedig lehet regényként értelmezni.
A történet lezárulta után minden kommentár nélkül még két ima olvasható, amelyek az Officium Rákoczianumból származnak. Az imákat a mű modern kiadása (Pálóczi Horváth 1988) nem tartalmazza, pedig nemcsak a bibliai mottókhoz való kötődésük, hanem a szabadkőműves tematika szempontjából is meghatározó jelenlétük.

## Értelmezések

### Keletkezéstörténet
A regény keletkezéstörténetéről nem maradtak fenn adatok, így nem lehet tudni, hogy az 1789-ben a pesti Nagyszívűség páholyba felvételt nyert, és az 1790-es évek elején élénk szabadkőműves életet élő Pálóczi Horváth 1792-ben miért adta ki ezt a regényt. A regény egyik első elemzőjének, Alszeghy Zsoltnak a regényvilág néhány elemére támaszkodó feltételezése szerint a mű fordítás. Alszeghyvel ellentétben Németh József jelentősebbnek látja azokat a párhuzamokat, amelyek a regény és Pálóczi Horváth életrajza között vonhatók, véleménye szerint tehát eredeti műről van szó.
- Az elbeszélt történet névtelen elbeszélő-főhősének több vonása is megegyezik az 1784-ben elhunyt Ányos Páléval, akit haldoklása idején ismert meg Pálóczi Horváth: Ányos Pál is 28 éves korában halt meg, mint a főhős, és rá is igaz, hogy 22 éves korára (1778) „tudománya” révén számos magas rangú emberrel ismerkedett meg. Pálóczi Horváth, hasonlóan a regény fikció szerinti közreadójához, a haldokló Ányossal a lélek kérdéseiről beszélget.[8]
- Németh szerint a regény főhősének néhány szokása, életrajzi adata ismerős Pálóczi Horváth Ádám saját magáról adott leírásaiból is: ilyen például, hogy későn vacsorázik, vagy a regény néhány szabadkőműves szereplője azonosnak tűnik a Pálóczi Horváth által is ismert pesti páholy néhány tagjával: a tudós professzor Schaffrath Lipóttal, a tanítványa Schaffrath diákjával Festetics Lászlóval, akinek – ahogy a regényben – már az apja is (Festetics György) szabadkőműves volt.
- Németh tematikus egyezéseket is felfedez a főhős gondolatai és Pálóczi Horváth által 1788 és 1792 között megjelent Holmi-kötetekkel.
- Németh csak utal rá, de Vámos Hanna tanulmánya alapján valószínűsíthető, hogy a regényben említett titkosírással készült kézirat azonos azzal a Pálóczi Horváth Ádám másolatában fennmaradt kézirattal, amelynek megfejtését Vámos végezte el, és amelyre Pálóczi Horváth egy magánlevélben maga is a regény kapcsán utal.[9]

### Fogadtatástörténet
A Fel fedezett titok 1792-ben jelent meg szerző, nyomda és kiadási hely megjelölése nélkül. A kortársak között azonban – ha csak szűk körben is – ismert lehetett, hogy ez Pálóczi Horváth regénye, hiszem amint Németh József is idézi, Kazinczy azt írta 1792-ben Aranka Györgynek, hogy „Horváth Ádám egy Psychológiát ada ki, most pedig egy Kőmíves Munkát ád ki és Holmijének 3 részét”. Bár Jászberényi József óvatosságra int, mivel Kassán 1792-ben több szabadkőműves munka is megjelent, mindazonáltal Németh állítását támasztja alá másik hivatkozása, amelyben Kresznerics Ferenc naplóját idézi: „Sok okaim vannak, mellyekre nézve ezt Horváth Ádám munkájának gondolom lenni”.
Mindezek ellenére közel kétszáz évig sem a kortársak, sem az utókor lényegében nem foglalkozott a regénnyel. Szinnyei József felvette bio-bibliográfiájába, Hegyi Ferenc megemlítette életrajzában, de mint regény visszhangtalan maradt, hiszen György Lajos korai magyar regényekkel foglalkozó alapmunkája nem tárgyalta. Alszeghy mindezek után hiába ajánlotta a kutatók figyelmébe, Németh József 1984-es publikációjáig, majd 1988-as szövegkiadásáig a szakirodalom valójában nem foglalkozott részletesebben a művel.
A regény új kiadása után született értelmezések Alszeghy felhívása és Németh kutatásai nyomán egyrészt a szabadkőműves tematika, másrészt a szentimentális/érzékeny irodalom konvenciói felől közelítenek a műhöz.

### Szabadkőműves regény
A Fel fedezett titok egyik releváns olvasata a regényben hangsúlyosan szereplő szabadkőművesség. A szabadkőművesség kérdése elsősorban tematikus szinten jelenik meg a regényben, amelyre rögtön a címlapon olvasható részletező alcím felhívja a figyelmet: Fel fedezett titok azaz vallástétele egy olyan tudós ifjúnak, aki sokáig igyekezett rajta, hogy frajmaurer lehessen, sokat kitanult, el is ment feltett útjában a legutolsó pontig, minden próbákon általesett, de célját csakugyan el nem érhette, s miért nem érhette. Beszéli a vallástételt az ifjú, halála előtt kevéssel.
Németh József a regény szabadkőműves elemeit a szerzőség kérdésének tisztázására használja föl, illetve ezzel kapcsolatban ismerteti Pálóczi Horváth szabadkőműves tevékenységének, kapcsolatainak sajátosságait.
Jászberényi József azt hangsúlyozza, hogy nem pusztán tematikája miatt érdekesek a regény szabadkőműves részletei (hiszen „a titok elfedett marad”, nem derül ki semmi a szabadkőművességről), hanem a szabadkőművességről való beszéd lehetőségei miatt is: Jászberényi szerint ugyanis az elbizonytalanító, eltávolító beszéd – a közreadó mellett az elbeszélő-főhős is gyanakvó a szabadkőművességgel szemben, noha szeretne bejutni – a „végtelenséggel szembesülés elbeszélhetetlenségét” jelzi.
Szilágyi Márton tanulmányában Alszeghy és Németh nyomán felhívja a figyelmet arra, hogy a szabadkőművesség a korban rendkívül népszerű vitatéma, a regény célja ebben a kontextusban pedig alapvetően a szabadkőművesség védelme. A védelem különlegességét állítása szerint a korabeli hasonló célzatú röplapokhoz képest az érzékeny levélregények poétikája biztosítja.

### Érzékeny regény
Alszeghy Zsolt hangsúlyozta először, hogy a regényben elsődleges hangsúlyt kapó szabadkőműves tematika egyediségét valójában az adja, hogy a szabadkőművesség élménye szervesen illeszkedik a szereplők életébe, s hogy a főhős szerelmi történetébe ágyazva lélektanilag is motivált konfliktusokban jelenik meg.
Bodor Béla és Labádi Gergely a főhős modern individuumként történő ábrázolásának újszerűségét emelik ki, ami értelmezésük szerint végső soron független a konkrét témától, a főhős számára saját identitása a kérdés.
Szilágyi Márton szerint nem pusztán a szentimentális irodalom témáinak felbukkanása teszi érzékeny regénnyé a művet, hanem a korszak érzékeny levélregényeire jellemző poétika alkalmazása is. E poétika csak kisebb részben nyugszik a korban megszokott levél- és naplóközléseken. Szilágyi döntő jelentőségűnek látja a regény közreadáskor született kísérőszövegeket: a bibliai mottókat és a kötetet epilógusként záró, az Officium Rákoczianumból származó imákat, mivel ezek üdvtörténeti keretbe foglalják az elbeszélt történetet, és az olvasónak a megváltást ígérik.

### Életrajzok és értelmezések Pálóczi Horváth Ádám műveiről
- Szinnyei József: Magyar írók élete és munkái IV. (Gyalai–Hyrtl). Budapest: Hornyánszky. 1896.
- A magyar irodalom története Pálóczi Horváth-fejezete (1965)
- Magyar Arión Tanulmányok Pálóczi Horváth Ádám műveiről. Szerk. Csörsz Rumen István, Hegedüs Béla. Budapest, rec.iti, 2011. ISBN 978-963-7341-92-2

### Pálóczi Horváth Ádám online elérhető művei
- A Fel fedezett titok online kritikai kiadása (Online elérés: 2018. december 3.)
- Pálóczi Horváth Ádám műveinek online kritikai kiadása (Online elérés: 2018. december 3.)
- Az egykorú folyóiratok bővülő anyaga a Régi magyar hírlapok adatbázisában (Online elérés: 2012. november 12.)
- A Magyar Elektronikus Könyvtár anyaga (Online elérés: 2012. november 12.)
  - Hol-mi 1-2. kötet;[1] Hol-mi, 3. kötet; Válogatás Pálóczi Horváth Ádám Ötödfélszáz Énekek c. gyűjteményéből;
- A Digitális Klasszika anyaga (Online elérés: 2012. november 12.)
  - Hunniás (1787); Rudolphias (1817)

1. ↑  A Hol-mi első kötete után nem a 2. kötet, hanem a Hunniás van a digitalizált példányban.